# Głodowo (Maradki)
Głodowo (niem. Glodowen, 1938–1945 Hermannsruh) – część wsi Maradki w Polsce, położona w województwie warmińsko-mazurskim, w powiecie mrągowskim, w gminie Sorkwity, na wąskim przesmyku pomiędzy jeziorami Lampasz i Lampackim.
W latach 1975–1998 Głodowo administracyjnie należało do województwa olsztyńskiego.

## Historia
Od 1607 r. właścicielem 11 włók był tu Otto von der Groeben.